# Attentats de 2021 en Ouganda
Les attentats de 2021 en Ouganda sont quatre attentats à la bombe survenus fin octobre 2021 en Ouganda.

## Contexte
Les Forces démocratiques alliées (ADF) sont un groupe terroriste extrémiste islamique originaire d'Ouganda. Les ADF sont cependant basées en République démocratique du Congo voisine, où les groupes tuent des centaines de civils chaque année, attaquant principalement des villages. En Ouganda, l'attaque majeure des ADF a été menée en 1997, lorsque des militants ont lancé des bombes dans des taxis et des bâtiments publics, tuant plus de 50 personnes et en blessant environ 160 autres.
Le 11 juillet 2010, des attentats-suicides ont été perpétrés contre des foules regardant une projection du match de la finale de la Coupe du monde de football 2010 pendant la Coupe du monde à deux endroits à Kampala. Les attaques ont fait 74 morts et 70 blessés. Al-Shabaab, un groupe terroriste djihadiste somalien, a revendiqué les attaques en représailles au soutien ougandais à l'AMISOM.
Après onze ans de calme relatif, les ADF ont ciblé l'Ouganda en 2021 avec l'aide de terroristes liés à l'État islamique. Le 1er juin 2021, le général Katumba Wamala voyageait dans un véhicule lorsque quatre hommes armés sont apparus et ont ouvert le feu, blessant Wamala et tuant son chauffeur et sa fille. Un mois plus tard, les autorités ont révélé que les assaillants étaient des extrémistes islamistes qui ont été entraînés dans un camp djihadiste au Nord-Kivu, en République démocratique du Congo, et avaient des liens avec les Forces démocratiques alliées et l'État islamique. Le 27 août, les autorités ont arrêté un membre des ADF pour avoir planifié un attentat suicide lors des funérailles d'un commandant de police, qui était une figure majeure dans l'arrestation des membres du groupe. Entre juillet et août, au moins 25 civils ont été tués à Lwengo et Masaka. Les victimes ont été tuées dans leurs maisons et dans les rues par des hommes armés de couteau pendant la nuit. Bien que le mobile des meurtres et l'identité des auteurs ne soient pas confirmés à ce jour, les autorités soupçonnent que des terroristes des ADF sont à l'origine des meurtres. Le 8 octobre, des militants de l'État islamique ont bombardé un poste de police à Kawempe ; personne n'a été blessé dans l'attaque. C'était la première fois que l'État islamique revendiquait la responsabilité d'un attentat en Ouganda. Ces attaques seraient des représailles à la récente rafle par la police ougandaise de personnes soupçonnées d'avoir des liens avec l'ISCAP. L'Ouganda a également ouvertement offert d'aider la République démocratique du Congo à combattre le groupe et a maintenu que tout ce qui était nécessaire était le feu vert de Kinshasa pour se déployer à Beni.

## Attentats

### Attentat du 23 octobre 2021
À 21 h 0, le 23 octobre 2021, une bombe a explosé dans un restaurant de Kampala, tuant une serveuse et blessant trois autres personnes. Trois hommes, se faisant passer pour des clients, ont apporté la bombe dans le restaurant dans un sac en polyéthylène et l'ont laissée sous une table, avant qu'elle n'explose. Le 24 octobre, l'État islamique a revendiqué la responsabilité, affirmant avoir ciblé l'établissement parce qu'il est fréquenté par des employés du gouvernement.

### Attentat du 25 octobre 2021
À 17 h 0, le 25 octobre 2021, un kamikaze s'est fait exploser dans un bus à Lungala, dans le district de Mpigi, transportant 52 passagers. Trois personnes ont été blessées dans l'attaque. Le bus circulait entre Masaka et Kampala. L'agresseur est le seul à être décédé dans l'incident. Un jour plus tard, les autorités l'ont identifié comme un membre des Forces démocratiques alliées.

### Attentat du 29 octobre 2021
Le 29 octobre 2021, deux enfants ont été tués lors de l'explosion d'une bombe dans un village du district de Nakaseke. L'appareil ressemblait à un "jacquier" exotique et a été donné aux enfants pendant qu'ils jouaient. Les victimes étaient un adolescent de 14 ans et un deuxième enfant handicapé.

### Attentat du 16 novembre 2021
Le 16 novembre 2021 vers 10 h 3, heure locale, trois kamikazes ont secoué Kampala lors d'un double attentat à la bombe à trois minutes d'intervalle. Le premier kamikaze s'est fait exploser au poste de contrôle du commissariat central de police (CPS) juste en face de l'immeuble Kooki Towers le long de Buganda Road, tuant deux personnes et en blessant plusieurs autres, dont des policiers à l'entrée du commissariat. L'explosion a fermé les vitres du bâtiment CPS et du bâtiment Kooki Tower. Deux autres kamikazes ont ensuite explosé à Jubilee House le long de l'avenue Parlementaire à environ 100 mètres de l'entrée du Parlement, tuant une autre personne et en blessant de nombreuses autres. Les personnes tuées étaient deux policiers et un civil. Trente-trois autres ont été blessés, dont cinq dans un état critique. D'autres bombes ont été trouvées dans d'autres parties de la ville. L'État islamique a revendiqué les attentats,.